# Mario Polia
Mario Polia (Roma, 20 maggio 1947) è uno storico, antropologo, etnografo, e archeologo italiano, specialista in antropologia religiosa e storia delle religioni.

## Biografia
(Mario Polia, Mio padre mi disse. Tradizione, religione e magia sui monti dell'alta Sabina)
Mario Polia nasce a Roma dove si laurea in Archeologia presso l'Università "La Sapienza". Per diversi anni è stato direttore del programma di ricerca, allestito dal Ministero degli Affari Esteri e del Centro Studi Ricerche Ligabue di Venezia, che ha studiato lo sciamanesimo andino nel contesto di un'indagine sulle tradizioni indigene.
A partire dagli anni Settanta, intraprende un intenso percorso politico all'interno della destra radicale, nella fattispecie nel gruppo romano Europa Civiltà. Le premesse culturali e progettuali di Europa Civiltà vanno ricercate nelle del Movimento Intergalista nato nel 1965, il quale tentava di offrire "la costituzione progressiva di una specie di Ordine", nel senso germanico del termine, "attraverso una precisa metodologia di tipo 'militare'". Tra i fondatori, si annoverano i neofascisti Giorgio Ceci, Bruno Stefano, Loris Facchinetti, Fabio De Martino, Paolo Mieli (da non confondere con l'omonimo giornalista) e Gianfranco Sale, lungo teorie in larga misura debitrici dell'opera di Julius Evola, una delle figure di maggior rilievo nel cosiddetto esoterismo nazista. Il gruppo così si sciolse in una componente cattolica e una neo-pagana, dalla quale sorse Europa Civiltà, a cui subito Polia aderisce insieme a Facchinetti, Serpieri, Aristide Penna, Arturo Di Stefano, Mauro Tappella, Nino Romano, Valtenio Tacchi e Massimo Forte e Alberto Ribacchi. La guida politica e il maggior prestigio spettano a Loris Facchinetti. Sebbene proponesse un linguaggio comunicativo alternativo rispetto alle retoriche neofasciste (come ricorda un suo aderente, "ai ragazzi di Europa Civiltà si parla di una società fondata sull'amore e l'armonia, ma anche sulla solidarietà"), il gruppo progetta operazioni di reclutamento di gruppi paramilitari per operazioni di sabotaggio e guerriglia in funzione anticomunista in alcuni paesi dell'allora blocco sovietico, che porteranno all'arresto di Gabriele Cocco, Valtenio Tacchi e Teresa Marinuzzi in azioni concordate con i servizi segreti greci . Noti, inoltre, sono i rapporti tra la leadership di Europa Civiltà e il SID, nel quadro della convergenza di apparati militari, personalità del neofascismo e membri delle forze dell'ordine nei tentativi di golpe, in primo luogo il Golpe Borghese . Dal 1977 partecipa alla rivista Excalibur, foglio di studi iniziatici e esoterici in cui - sulla scia di personalità come il francescano e ex volontario nelle Waffen SS Attilio Mordini e altre meno note come Paolo Virio e Placido Procesi (già medico personale di Julius Evola) - si tentava una convergenza sincretica tra tradizionalismo cattolico e tematiche esterne, quali la Kabbalah e il pensiero di Giuliano Kremmerz. Ciononostante, gli autori della rivista accusarono altre realtà della destra di porsi in contrasto con quella che, a loro modo di vedere, imponeva l'ortodossia di una "spiritualità graalica": è il caso, per esempio, dell'attacco al GRECE e agli autori della Nuova Destra, bollati come "atei scientifici, perfetta espressione di certa ideologia borghese ed anticlericale". A partire dalla chiusura di questa stagione, l'appartenenza alla destra tradizionalista di Polia non viene meno e prosegue fino agli anni più recenti, indirizzandola tuttavia verso l'attività culturale, come testimoniato dalla sua frequente partecipazione alle iniziative del gruppo  romano Comunità Militante Raido.  
È professore di Antropologia alla Pontificia Università Gregoriana di Roma, direttore del Museo Demo-antropologico di Leonessa, paese del reatino dove attualmente risiede, Presidente del Centro Studi delle Tradizioni Picene a Ascoli Piceno.
Nell'anno 1999 ha vinto il Premio Paolo Toschi per la ricerca sul campo. Già docente di Antropologia Medica, presso la Pontificia Universidad Católica di Lima, ha fondato il periodico di antropologia religiosa I quaderni di Avallon.

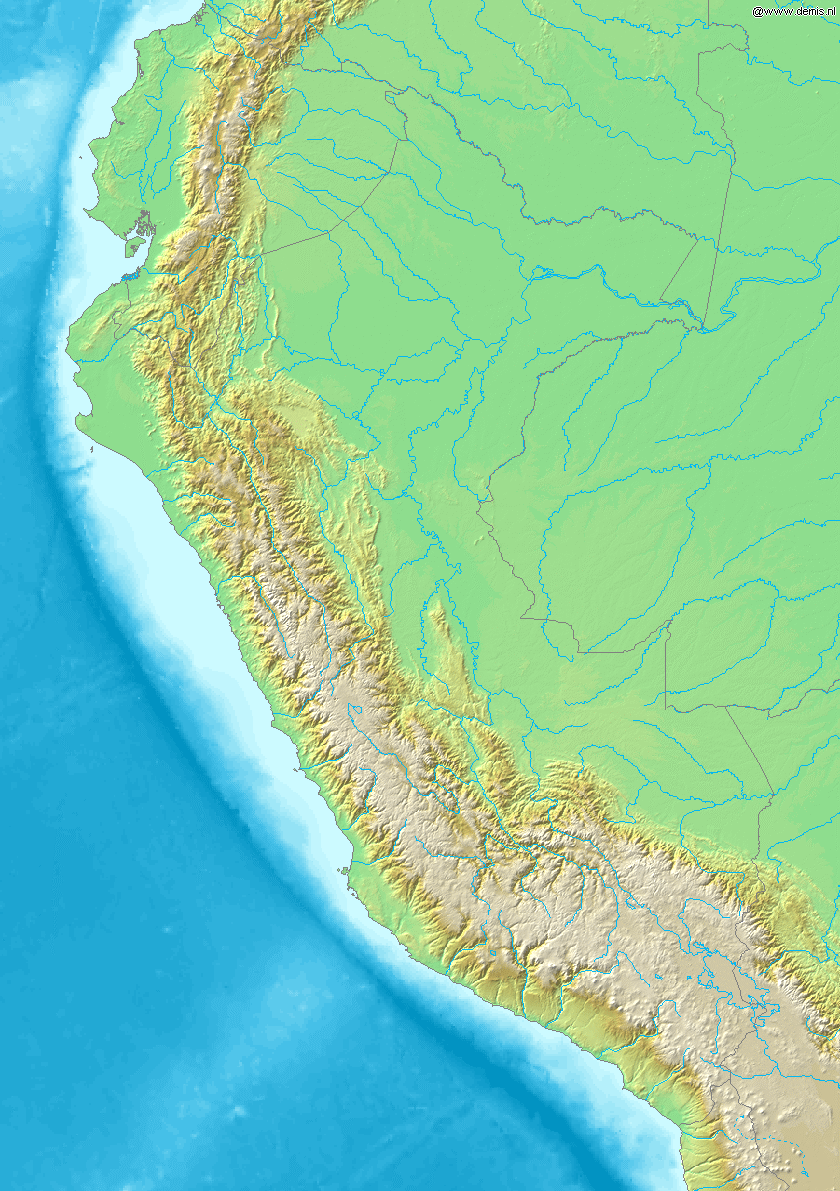
Cordigliera delle Ande

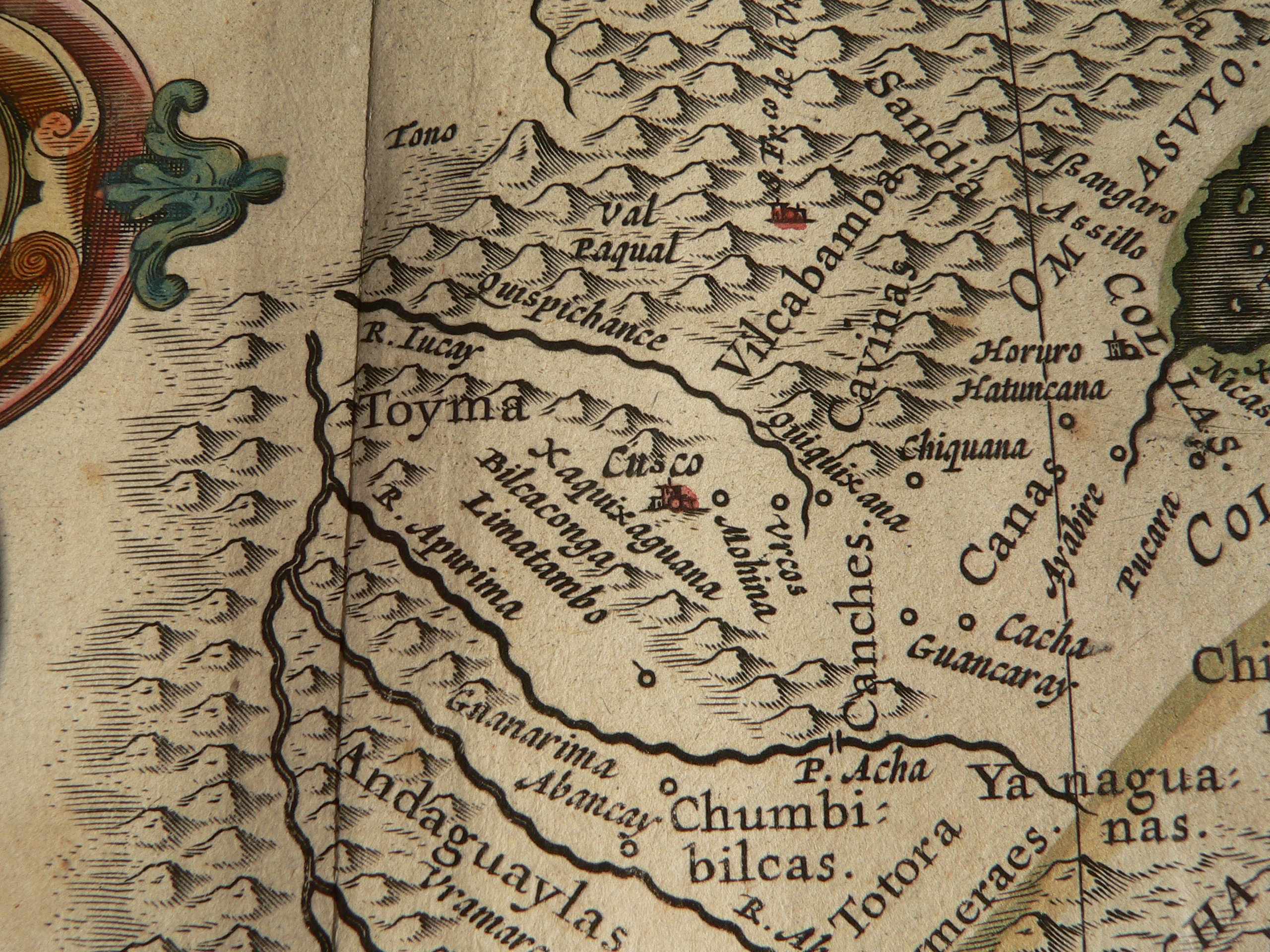
L'esistenza dell'El Dorado

Il nome di Mario Polia nel 2001 compare nelle cronache giornalistiche internazionali per la scoperta fatta durante una ricerca presso gli archivi romani della Compagnia di Gesù.
Selezionando circa settemila documenti inviati dai missionari gesuiti a Roma, l'attenzione di Polia si sofferma sul primo volume della Peruana Historia, una collezione di manoscritti degli anni compresi tra il 1567 e il 1625, e in particolare su una lettera alla pagina 38. La lettera descrive la relazione che il gesuita Padre Andrea Lopez, rettore del Collegio dei Gesuiti a Cuzco, fa a Claudio Aquaviva, (il quinto Generale dell'Ordine dei gesuiti dal 1581 al 1615), o al suo successore Muzio Vitelleschi, su una sua visita presso il misterioso luogo del Paititi (nome incas dello spagnolo El Dorado). Nel rapporto Padre Andrea Lopez parla di un “miracolo avvenuto nel regno del Paititi per la grazia di Dio” in una "città ricchissima abbondante di oro, argento e pietre preziose" dove la popolazione conosceva l'uso della metallurgia e dell'architettura monumentale e possedeva un'organizzazione politica molto evoluta con a capo un monarca che ricorda l'impero incaico. La cronaca del religioso gesuita racconta come il re del Paititi, una volta convertitosi, offrì di costruire "una chiesa fatta con blocchi di oro massiccio".
Secondo Polia tale scoperta potrebbe costituire la "prova dell'esistenza di uno dei luoghi più misteriosi del mondo, l'El Dorado".
Il Padre Generale dell'Ordine dei Gesuiti considerò interessante il rapporto di Padre Lopez tanto che ne informò il papa richiedendogli l'autorizzazione per evangelizzare l'area. Quindi, secondo Polia, la Chiesa Cattolica sapeva dell'esistenza dell'El Dorado fin dal XVI secolo, e probabilmente ne conosceva anche l'esatta ubicazione. Lo studioso ipotizza che "il Vaticano non ne abbia mai diffuso la notizia per il timore che se rivelato avrebbe potuto rinnescare la corsa all'oro".

## Attività nelle Ande
Polia è attivo fin dal 1971 nel campo scientifico della ricerca archeologica e antropologica nelle Ande peruviane. Tra le numerose attività che ha creato e diretto si annovera la Missione "Ande Settentrionali", organizzata dal Centro Studi e Ricerche Ligabue di Venezia, attivata dal 1987 sulla Cordigliera di Wamaní, Dipartimento di Piura, nelle provincie di Ayabaca e Huancabamba. Nel campo archeologico è stato svolto, in coordinazione con l'organo governativo Instituto Nacional de Cultura del Perù, un programma metodico di scoperta e catalogazione del patrimonio monumentale e delle aree cimiteriali. Qui, fin dal 1993, sono iniziati scavi sistematici di necropoli appartenenti all'antico gruppo etnico degli Ayawak'a. Questo formava parte, prima della conquista incaica, dell'etnia Wayllakuntur di origine alto-amazzonica e di derivazione Shuar (o Jíbaro). Le ricerche intraprese dalla Missione "Ande Settentrionali" sono in assoluto le prime; esplorazioni e scavi hanno permesso di costituire il primo nucleo di dati utili a scrivere un capitolo della storia sconosciuta del Perù pre-incaico.

### Pubblicazioni in lingua spagnola sulle civiltà andine
Nel corso della sua attività, svolta per la Pontificia Universidad Católica di Lima, Mario Polia ha pubblicato:
- Despierta, remedio, cuenta...”: advinos y médicos del Ande, 2 volumi, 1996.
- La cosmovisión religiosa andina en los documentos inéditos de la Compañia de Jesús, 1998.

Nel Fondo Editoriale del Parlamento della Repubblica del Perù ha pubblicato:
- La sangre del cóndor. Shamanes de los Andes, 2000.
- Glosario del curanderismo andino en el Departamento de Piura (Perù), Universidad Nacional Mayor de San Marcos, 2005.

## Progetti di ricerca demoantropologica in Italia
Mario Polia coordina diversi progetti sul territorio italiano finalizzati alla ricerca demoantropologica e alla salvaguardia della memoria storica. In particolare ha studiato due aree dell'Italia centrale: il territorio intorno alla città di Leonessa, nel reatino, e il territorio intorno ad Ascoli Piceno. Il metodo da lui seguito prevede da un lato l'attenta ricerca scientifica delle fonti esistenti e della bibliografia prodotta, dall'altro l'indagine diretta sul campo attraverso interviste a testimoni e portatori della tradizione orale e della memoria storica, soprattutto in ambito rurale, che egli chiama "informatori". Attraverso queste ricerche, che egli espone nelle relative pubblicazioni interpretando i dati etnografici raccolti dalle interviste, Polia si pone l'obiettivo di tracciare un profilo genuino della cultura popolare per quanto riguarda la percezione del sacro evidenziandone le due anime in essa esistenti: l'anima magica, autoctona e l'anima devozionale, cristiana. Altro scopo è quello di ricercare quegli elementi comuni tra le varie forme popolari tradizionali occidentali che attraverso uno studio scientifico comparativo risulteranno incredibilmente spesso affini.
Successivamente la stessa metodologia scientifica è stata applicata sullo studio della Valtournenche nella Valle d'Aosta ai piedi del monte Cervino e soprattutto della Valnerina in Umbria, dove, per incarico dell'Associazione dei Comuni, coordina un programma di ricerche sul campo che prevede la realizzazione di una linea di prodotti editoriali differenziati.

### Opere di demoantropologia sul territorio italiano
Su Leonessa:
- Mio padre mi disse. Tradizione, religione e magia sui monti dell'alta Sabina, Il Cerchio Edizioni, Rimini, 2002.[19]
- Rustica musa. L'espressività dei contadini e pastori dell'Appennino sabino, con Fabiola Chavez Hualpa. Terra dei padri, (non viene riportata alcuna data di stampa: è stato presentato per la prima volta nel 2011 a Rieti)[20]

Su Ascoli Piceno:

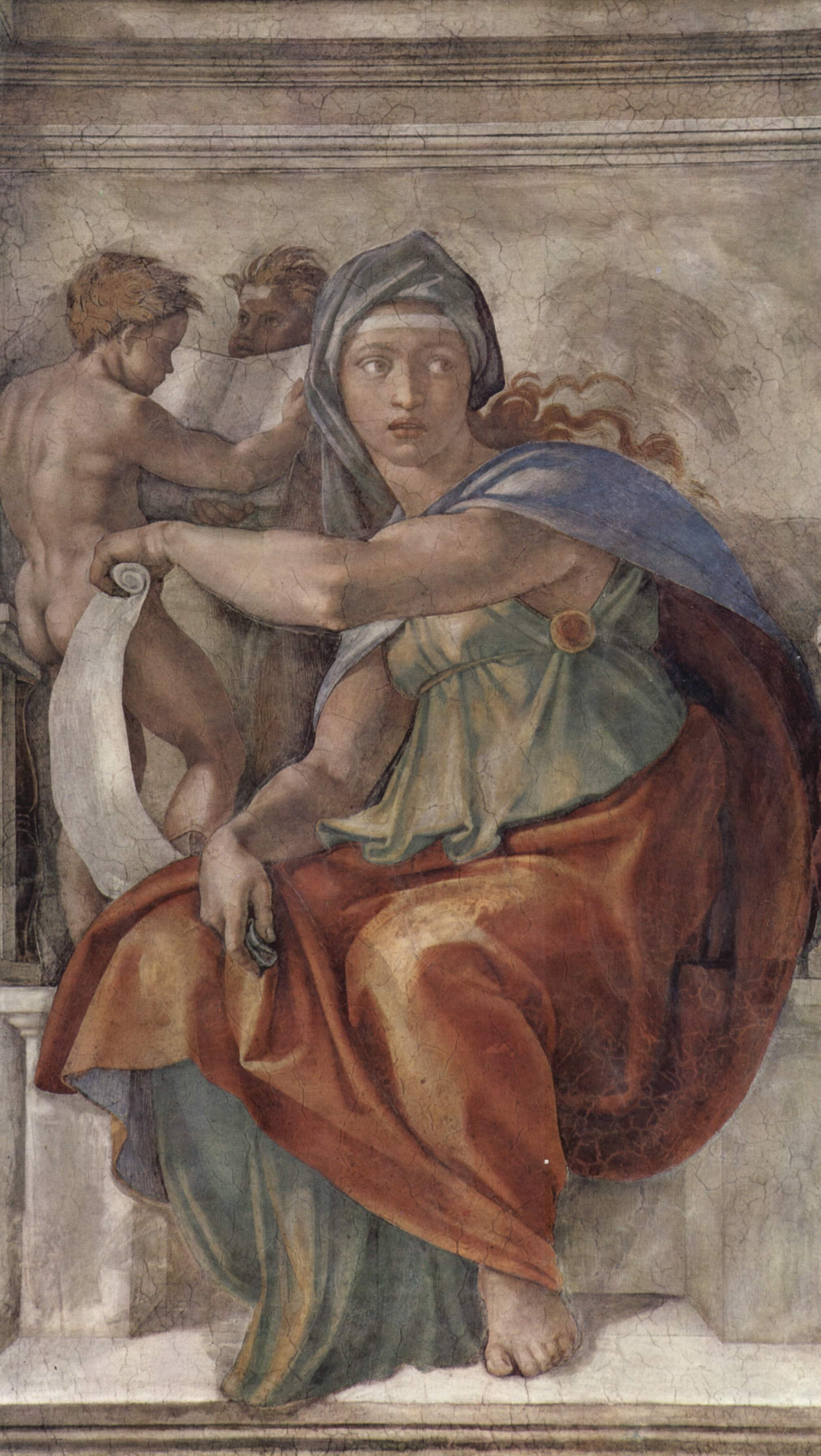
Sibilla

- Tra Sant'Emidio e la Sibilla. Forme del sacro e del magico nella religiosità popolare ascolana, Arnaldo Forni Editore, Bologna, 2004.[21]

Inoltre, attraverso il Centro Studi Tradizioni Picene, di cui è direttore, Polia dirige la collana editoriale "Tradizioni e Memorie" il cui primo prodotto è la ristampa, per la Lìbrati Edizioni, del libro:
- Costumi e superstizioni dell'Appennino marchigiano della Caterina Pigorini Beri (prima edizione 1889 - Città di Castello) con commento e note dello stesso Polia, Librati, Ascoli Piceno, 2010[22]

Il secondo libro della stessa collana è la stampa della tesi di laurea del 1947 di Elvira Felci avente come relatore il professor P. Toschi:
- Poesia popolare ascolana, di Elvira Felci con commento e note dello stesso Polia, Lìbrati, Ascoli Piceno, 2011[23]
- L'Aratro e la Barca. Tradizioni picene nella memoria dei superstiti, Lìbrati, Ascoli Piceno, 2013[24]

Sulla Valtournenche:
- Vótornéatse. Profilo di una cultura alpina, Musumeci, Aosta, 2007.

Sulla Valnerina:
- Per Maria. La Madonna nell'arte sacra e nelle tradizioni popolari della Valnerina, Guerra Edizioni, Perugia, 2008.[25]
- "Tra Cielo e Terra. Religione e magia nel mondo rurale della Valnerina, Edicit, Foligno, 2009.
- Santa Rita da Cascia. La vita e i luoghi, San Paolo Edizioni, Milano, 2010.
- Le Piante e il Sacro. La percezione della natura nel mondo rurale della Valnerina, Editore Quater, Foligno, 2010.[26]

## Le pubblicazioni su JRR Tolkien
Secondo alcune ricostruzioni, il suo breve libro Omaggio a Tolkien costituisce il primo saggio in lingua italiana sul celebre scrittore inglese - primato conteso tuttavia da Ombra e mito in Tolkien di Gianpiero de Vero. Siamo nel 1980, dunque a ridosso dei Campi Hobbit, una operazione politico-ideologica proveniente dalle frange rautiane del MSI e da intellettuali afferenti alla cosiddetta Nuova Destra tesa a modernizzare il lessico della destra radicale avvicinandolo ai linguaggi e gli interessi delle generazioni più giovani. Appena tre anni prima Rusconi pubblica la versione economica del Signore degli Anelli che molto contribuirà alla diffusione della popolarità del romanzo. Nel 1979, inoltre, le sale cinematografiche di tutto il mondo proiettano Il Signore degli Anelli in versione animata diretta dal regista statunitense di origine palestinese Ralph Bakshi. Il saggio di Polia è il primo di una lunga serie di pubblicazioni, articoli, contributi che egli dedica a Tolkien cercando di evidenziarne gli aspetti letterali ispirati ad alcuni concetti chiave comuni agli studi di Polia storico delle religioni e Polia militante politico: la Tradizione, l'Arte ed il Mito.

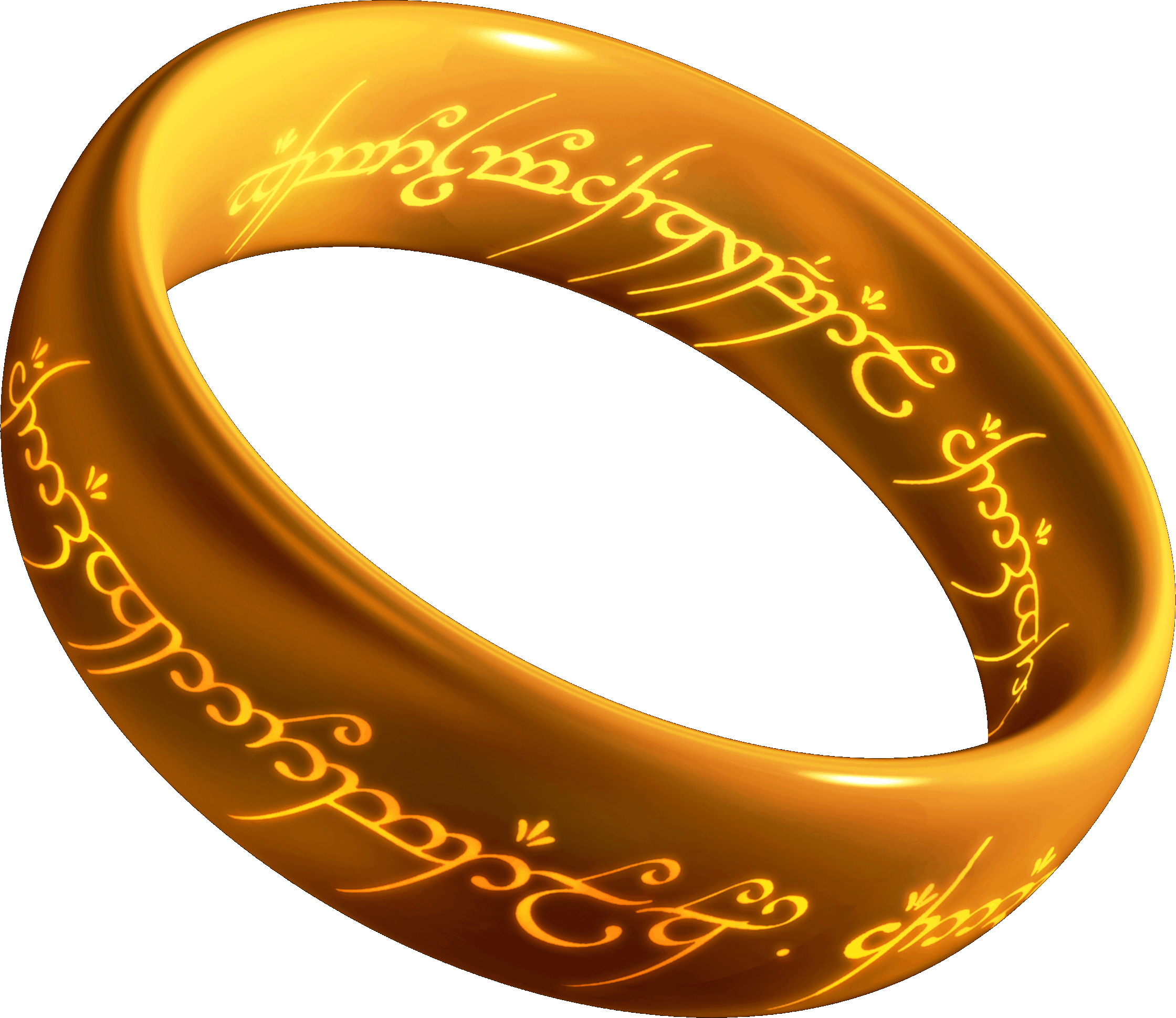

### Opere e articoli su JRR Tolkien
- Omaggio a J.R.R. Tolkien: fantasia e tradizione, Rimini, Edizioni Il Cerchio, 1980.
- Il senso dell'arte tradizionale ed il ruolo della fantasia in J.R.R. Tolkien, in Dal mito alla fantasia, Chieti, Marino Solfanelli Editore, pp. 29-42, 1983.
- Il problema del male nell'opera di J.R.R. Tolkien, La Cosa Vista, 1989, 10, pp. 23-26, 1989.
- Creatore di mondi. Tolkien e la cosmogonia, in J.R.R. Tolkien. Creatore di Mondi (con T. Bologna, G. de Turris, S. Giuliano, P. Gulisano, A. Morganti), Rimini, Il Cerchio iniziative editoriali, pp. 29-58, 1992.
- I simboli e il tempo storico nell'opera di J.R.R. Tolkien, in Il tempo tra scienza, fantastico e mito, Aosta, Keltia Editrice (Gli Ontani, 1), pp. 51-68, 1992.
- I Tie Istyasse - La Fantasia Creatrice, L'Eco della Contea, I, 9-10, p. 10, 1998.
- Il cuore profondo di Tolkien, Minas Tirith, VI, 12, pp. 77-103, 2004.
- Che cos'è la Tradizione, Minas Tirith, 2005, 13, pp. 93-116, 2005.
- Lo scudo, la lancia, la spada, Minas Tirith, 2005, 13, pp. 93-99, 2005.

## I Quaderni di Avallon
"I Quaderni di Avallon" è una collana periodica di monografie fondata da Mario Polia con l'impegno di divulgare temi di rilevanza antropologica e spirituale.
Polia ha partecipato, con contributi monografici e tematici, fin dal numero "0" interamente scritto da lui stesso.

### Monografie dei Quaderni di Avallon firmate da Mario Polia
- N. 0 - Il mistero imperiale del Graal - Il mistero della Dama.
- N. 1 - Roma antica.
- N. 2 - Il Medioevo e la via cavalleresca.
- N. 3 - Le vie solari dell'Eroe e del Guerriero.
- N. 4 - Oriente e Occidente: incontro o scontro?.
- N. 5 - Il Sacro e il Politico (con M. Manzin, G. Ferracuti, F. Fransoni, P. Zarcone, A. Morganti).
- N. 9 - Prospettive sull'uomo (con R. Pernoud, M. Borrmans, P. Zarcone, G. Ferracuti, A. Piras, U. Balistreri).
- N. 10 - Una proposta per il futuro: la Tradizione (con J. Ries, M. Schneider, R. Guénon, F. Cardini, F. Masini, N. D'Anna, dossier su R. Guénon).
- N. 11 - Oltre il nichilismo (con R. Fondi, P. Coda, C.F. Carli, G. Ferracuti, P. Zarcone, S. De Vita, V. Centorame).
- N. 12 - Sulle orme di Cristo (con Mons. G. Biffi, D. Steindl-Rast O.S.B., A. Rabassini,N. D'Anna, P. Zarcone, A. Ricciotti).
- N. 13 - Culto e cultura (con F. Gentile, J. Ries, M. Linscott Ricketts, L. Rapgai, G. Ferracuti, A. Gentili).
- N. 15 - Ecologia/Ecologie (R. Fondi, P. Verni, G. Zannoni, V. Centorame, G. Ferracuti, A. Ricciotti, C. Monastra).
- N. 18 - L'amore (con A.K. Coomaraswamy, S. Floro Di Zenzo, S.R. Xuanpo, P. Zarcone, G. Ferracuti, A. Morganti, L.Valli, A. Piras, G. Crupi).
- N. 22 - I genocidi culturali (con A. Del Noce, C. Demetrescu, C. Pucci, F. Gentile, A. Ferrari, E. Fasana, M. Blondet, V. Centorame, A. Morganti, A. Alpago Novello, dossier su "Il genocidio tibetano".
- N. 23 - L'esperienza mistica (con A. Terranova, Ieromonaco Silvano, M. Del Bianco, N. D'Anna, A. Piras, K. Hafiz Alamin, H.V. Guenther, K. Von Durkheim, M. Manzin).
- N. 25 - Il potere del Mito (con N. D'Anna, G. Dumézil, E. Jünger, F.G. Jünger, A. Piras, C. Demetrescu).
- N. 26 - 500 anni di Americhe (con Finzi, F. Gentile, R. Luraghi, F. Cardini, K.D. Raj Pant, G. Favaro, J. Macera Dall'Orso, M. Blondet, M. Veneziani).
- N. 38 - Parlare con Dio. La preghiera (con G. Benzi, M. La Floresta, A. Gentili, J. Ries, S. Roshi).
- N. 46-47 - Avallon. Numero speciale del ventennale (con Paratore, M. Mecozzi, M.L. Tartaglia, G. Ferracuti, O. Sogen).

## Opere
- Percorsi al femminile, Roma, 2010.
- La Donna e l'amore nella via del Cavaliere, Roma.
- Reges augures. Il sacerdozio regale nella roma delle origini, Editore Cinabro Edizioni, Roma, 2022.
- Il drago e l’eroe nei miti del nord,  Editore Cinabro Edizioni, Roma, 2019.

- L'Etica del Guerriero, Editore Cinabro Edizioni, Roma, 2019.
- Luce dell’Ellade, Roma, 2016.
- Le tradizioni religiose amerindie. Aztechi, Maya e Inca, Editore Mediterranee, 2021.
- Tradizione è Militanza, Editore Cinabro Edizioni, Roma, 2022.
- La donna romana. Mater et Sacerdos, Editore Cinabro Edizioni, Roma, 2023.
- Il paradiso del diavolo (con Ennio de Concini), Editore SugarCo, Milano, 1991.
- Pérou: Trésors de l'Empire Inca (con Marie-Paule Duverne), Minerva, Francia.
- II sangue del condor. Sciamani delle Ande, Xenia, Milano, 1997.
- Gli indios dell'Amazzonia, Xenia, Milano, 1997.
- Il Perù prima degli Incas, Xenia, Milano, 1998.
- Gli Incas, Xenia, Milano, 1999.
- Shamán. La búsqueda..., Luis Hurtado, editor. Córdoba (Spagna), 2000.
- Tra Sant'Emidio e la Sibilla. Forme del sacro e del magico nella religiosità popolare ascolana, Arnaldo Forni Editori, Bologna, 2004.
- Perù, White Star, Vercelli, 2006.
- Vótornéatse. Profilo di una cultura alpina, Musumeci, Aosta, 2007, ISBN 8870328007
- I Signori delle Montagne. Il mondo mitico e religioso delle Ande, Istituto Nazionale della Montagna, Bologna, 2007, ISBN 887395152X
- Per Maria. La Madonna nell'arte sacra e nelle tradizioni popolari della Valnerina, Guerra Edizioni, Perugia, 2008, ISBN 9788855701952
- Apocalissi. La fine dei tempi nelle religioni (con Gianluca Marletta), SugarCo, Milano, 2008, ISBN 9788871985602
- Tra Cielo e Terra. Religione e magia nel mondo rurale della Valnerina, Edicit, Foligno, 2009, ISBN 8896157102
- Santa Rita da Cascia. La vita e i luoghi, San Paolo Edizioni, Milano, 2010, ISBN 9788821566639
- L'Aratro e la Barca. Tradizioni picene nella memoria dei superstiti, Lìbrati, Ascoli Piceno, 2013, ISBN 8866450103

Per Il Cerchio-Iniziative Editoriali ha pubblicato vari saggi monografici concernenti aspetti antropologico-religiosi. Fra questi:
- Omaggio a J. R. R. Tolkien: fantasia e tradizione, 1980.
- Furor: guerra, poesia, profezia, 1983.
- Völuspá. «I detti di colei che vede», con testo norreno a fronte, 1983.
- L'etica del Bushido. Considerazioni sulla via dell'aristocrazia guerriera nipponica, 1989.
- L'etica del Bushido. Introduzione alla tradizione guerriera giapponese, 1989.
- J.R.R. Tolkien Creatore di Mondi (con T. Bologna, G. de Turris, S. Giuliano, P. Gulisano, A. Morganti), 1992.
- Le rune e gli dèi del Nord, 1983¹, 1994², 1999³, 2005 4ª ed., ISBN 8884740894
- Il mistero imperiale del Graal, 1993¹, 1996², 1999³, 2007 4ª ed., ISBN 9788884741370
- Avallon. Numero speciale del ventennale, 2000, ISBN 9788886583848
- Imperivm: origine e funzione del potere regale nella Roma arcaica, 2002, ISBN 9788884740076
- Mio padre mi disse. Tradizione, religione e magia sui monti dell'alta Sabina, 2002, ISBN 9788884740151
- Il seme e la pienezza. Cristianesimo e altre religioni, 2003, ISBN 9788884740205
- Exempla. L’ideale eroico nell’epica greca e romana, Editore Cinabro Edizioni, Roma 2019

### Opere curate
- Bernardo di Chiaravalle, Elogio della nuova cavalleria. De laude novae militiae, Il Cerchio, Rimini, 1988
- Miguel de Unamuno, Vita di Don Chisciotte e Sancio, Il Cerchio, Rimini.
- Cristóbal de Molina, Leggende e riti degli Incas (Cuzco 1574), Il Cerchio, Rimini, 1993.
- Caterina Pigorini Beri, Costumi e superstizioni dell'Appennino marchigiano, Lìbrati, Ascoli Piceno, 2010.
- Elvira Felci, Poesia popolare ascolana, Lìbrati, Ascoli Piceno, 2011.

"Il drago e l'eroe nei miti del nord",2021 , Cinabro Edizioni

### Traduzioni
- Lull Ramon, Phantasticus: disputa del chierico Pietro con l'insensato Raimondo, Il Cerchio, Rimini, 1997.

## Onorificenze
Nell'anno 2000, durante la presidenza di Carlo Azeglio Ciampi, gli è stata conferita l'onorificenza di: